# Артемьев, Вениамин Петрович
Вениами́н Петро́вич Арте́мьев (род. 10 января 1955, д. Новочелны-Сюрбеево, Комсомольский район, Чувашская АССР, РСФСР, СССР) — глава администрации Новочебоксарска с 11 апреля 2008 года по 19 апреля 2010 года.

## Биография
Родился 10 января 1955 года в деревне Новочелны-Сюрбеево Комсомольского района Чувашской АССР.
В 1973—1975 годах служил в армии.
В 1975 году устроился работать на предприятие нерудных строительных материалов (в 2009 году — ОАО «Нерудстром»), где проработал 23 года (до 1998 года) в должностях электрика, электромеханика, страшего электромеханика, главного механика.
В 1987 году окончил Чебоксарский химико-механический техникум с отличием.
В 1995 году окончил Санкт-Петербургский государственный технический университет по специальности «Экономика и управление на предприятии».
С 1998 года по 2002 год работал заместителем главного инженера, затем главным инженером новочебоксарского МУП «Водоканал».
В 2002—2008 годах работал заместителем, затем первым заместителем главы администрации Новочебоксарска.
10 апреля 2008 года единогласным решением конкурсной комиссии был выбран главой администрации Новочебоксарска. 11 апреля 2008 года решение конкурскной комиссии было утверждено новочебоксарским городским собранием депутатов.
16 апреля 2010 года подал заявление об отставке. 19 апреля 2010 года Новочебоксарское городское собрание депутатов практически единогласно одобрило это заявление.
В июле 2011 года, занимая должность директора новочебоксарского муниципального унитарного предприятия троллейбусного транспорта, вновь участвовал в конкурсе на должность главы администрации Новочебоксарска. В январе 2013 года был уволен с должности директора новочебоксарского муниципального унитарного предприятия троллейбусного транспорта, восстановился через суд, через несколько дней уволился по собственному желанию.

## Личная жизнь
Проживал в Новочебоксарске. По состоянию на 2008 год был женат, воспитывал дочь.

## Награды и почётные звания
- 1984 — звание «Ударник X пятилетки»
- 2004 — почётная грамота министерства строительства Чувашской Республики
- 2005 — почётная грамота администрации города Новочебоксарск